# Circuit de Dijon-Prenois
Circuit de Dijon-Prenois är en racerbana i Dijon i Frankrike.
Frankrikes Grand Prix kördes omväxlande på Circuit Paul Ricard och Dijon-Prenois 1973-1984. Schweiz Grand Prix kördes här 1982 då racing var förbjuden i Schweiz.

## F1-vinnare
| Säsong | Förare                | Tillverkare   |
| ------ | --------------------- | ------------- |
| 1984   | Niki Lauda            | McLaren-TAG   |
| 1982   | Keke Rosberg          | Williams-Ford |
| 1981   | Alain Prost           | Renault       |
| 1979   | Jean-Pierre Jabouille | Renault       |
| 1977   | Mario Andretti        | Lotus-Ford    |
| 1974   | Ronnie Peterson       | Lotus-Ford    |